# آبراهام غراماتیکوس
آبراهام غراماتیکوس (ارمنی: Աբրահամ Ղռամատիկոս؛ انگلیسی: Abraham Ghramatikos؛ ) یک زبان‌شناس، ارمنستان‌شناس و مورخ اهل یونان که در سده ۱۲ (میلادی) می‌زیست

## زندگی‌نامه
در سال ۱۱۴۱ (میلادی)، او سرودی را که توسط نویسنده یونانی، یوحنای زرین‌دهان، به گریگور روشنگر تقدیم شده بود، به ارمنی ترجمه کرد که بعدها توسط نرسس شنورهالی به نظم درآمد.